# Centrum Edukacji i Historii Warszawskiej Straży Pożarnej
Centrum Edukacji i Historii Warszawskiej Straży Pożarnej – placówka muzealno-edukacyjna poświęcona rozwojowi sprzętu pożarniczego, techniki ratowniczej oraz historii Państwowej Straży Pożarnej m.st. Warszawy. Mieści się w zespole budynków dawnego V Oddziału Straży Ogniowej przy ul. Marcinkowskiego 2 w dzielnicy Praga-Północ.

## Historia
Centrum zostało otwarte w 2018. Przejęło eksponaty dawnego Muzeum Pożarnictwa, które mieściło się w Koszarach Mirowskich przy ul. Chłodnej 3. Ta utworzona w 1983 roku placówka kontynuowała z kolei tradycje Muzeum Pożarnictwa utworzonego w 1907 roku.
Na potrzeby Centrum zaadaptowano część powierzchni w zespole dawnego V Oddziału Straży Ogniowej, zrewitalizowanego w latach 2008−2018. Nad koncepcją i zaaranżowaniem 15 sal znajdujących się na parterze i pierwszym piętrze budynku głównego pracowały wszystkie jednostki Komendy Miejskiej Państwowej Straży Pożarnej m.st. Warszawy. Są to m.in. sale Historii, Łączności, Sikawek Konnych, Motopomp, Przyczyn i Skutków Pożarów, Ratownictwa Chemiczno-Ekologicznego, Działań Poszukiwawczo-Ratowniczych, Ratownictwa Medycznego oraz Technicznych Systemów Zabezpieczeń. Zajmują łącznie ok. 1000 m². Oprócz oprawy audiowizualnej (tło dźwiękowe, kioski multimedialne, filmy) na ekspozycję wprowadzono również kilka efektów inscenizacyjnych, takich jak sferyczna projekcja pożaru i akcji gaśniczej. Powstała również sala kinowa na 60 miejsc. W sąsiednim, odbudowanym budynku kuźni i stajni zgromadzono kolekcję zabytkowych samochodów pożarniczych, m.in. samochód De Dion-Bouton z 1928 roku z wysuwaną mechanicznie drabiną o rozpiętości 25 metrów.
W Centrum organizowane są także wystawy czasowe. Jest ono przeznaczone do zwiedzania przez grupy zorganizowane. Można je zwiedzać indywidualnie w Noc Muzeów.